# Comuna Stari Koșarî, Kovel
Stari Koșarî (în ucraineană Старі Кошари) este o comună în raionul Kovel, regiunea Volînia, Ucraina, formată din satele Krasnodubea, Kruhel, Novi Koșarî și Stari Koșarî (reședința).

## Demografie
Componența lingvistică a satului Stari Koșarî
     Ucraineană (99,21%)
     Alte limbi (0,78%)
Conform recensământului din 2001, majoritatea populației satului Stari Koșarî era vorbitoare de ucraineană (99,21%), existând în minoritate și vorbitori de alte limbi.